# Wiplala, le lutin enchanteur
Pour plus de détails, voir Fiche technique et Distribution.
Wiplala, le lutin enchanteur (Wiplala) est un film néerlandais réalisé par Tim Oliehoek, sorti en 2014.
Il s'agit de l'adaptation du roman Monsieur Ouiplala (Wiplala, 1957) d'Annie M.G. Schmidt.

## Synopsis
Un père veuf, Blom, vit à Amsterdam avec sa fille Nella Della, son fils Johannes et leur chat Vlieg. Johannes découvre Wiplala, un homme de toute petite taille. il refuse qu'on le désigne comme un lutin bien qu'il en ait tout l'air. Il a même des pouvoirs magiques, mais ne les maîtrise pas vraiment : par erreur, il donne sa taille à ses nouveaux amis, alors qu'ils sont au restaurant. En attendant que Wiplala retrouve le moyen de le redonner leur taille, ils doivent s'enfuir avant d'être découverts. C'est le début de leurs aventures.

## Fiche technique
- Titre : Wiplala, le lutin enchanteur
- Titre original : Wiplala
- Réalisation : Tim Oliehoek
- Scénario : Tamara Bos, d'après le roman d'Annie M.G. Schmidt
- Photographie : Rolf Dekens
- Montage : Bert Jacobs
- Musique : André Dziezuk, Perquisite
- Société de production : Bos Bros
- Sociétés de distribution : Paradiso Filmed, Entertainment Nederland
- Langues : néerlandais
- Format : couleur - format d'image : 2.35:1 - 16 : 9 - son : Dolby Digital
- Genre : Aventure et fantastique
- Durée : 100 minutes
- Dates de sortie : 
  -  Pays-Bas : 19 novembre 2014
  -  Belgique : 19 novembre 2014
- Le générique précise qu'il s'agit d'une coproduction avec le Luxembourg et la Belgique

## Distribution
- Peter Paul Muller : M. Blom
- Géza Weisz : Wiplala
- Sasha Mylanus : Johannes Blom
- Kee Ketelaar : Nella Della Blom
- Mamoun Elyounoussi : le serveur de pizza
- Cas Jansen : docteur Vink
- Jack Wouterse : le fonctionnaire municipal
- Peter Van Den Begin : Ober
- Hans Kesting : Atlas
- Marjan Luif : Emilia

## Récompenses
- Prix du public au festival du film de Mill Valley en 2015